# الدوري الإيطالي 1971–72
الدوري الإيطالي الدرجة الأولى 1971–72 (بالإيطالية: Serie A 1971-1972)‏ هو موسم من الدوري الإيطالي الدرجة الأولى. أقيم خلال الفترة 3 أكتوبر 1971 وحتى 28 مايو 1972، وفاز فيه يوفنتوس.